# ظماهيل (المفلحي)

تعديل مصدري - تعديل

ظماهيل هي إحدى قرى عزلة المفلحي بمديرية المفلحي التابعة لمحافظة لحج، بلغ تعداد سكانها 128 نسمة حسب تعداد اليمن لعام 2004.